# Mustafa Akçay
Mustafa Akçay (* 20. September 1983 in Trabzon) ist ein türkischer Fußballspieler.

## Karriere
In seiner Jugend spielte Akçay für den TSV Bernhausen bis 1993 die Stuttgarter Kickers auf ihn aufmerksam wurden und er dort nach einigen Jugendmannschaften schließlich in den Kader der zweiten Mannschaft aufrückte. Eine Saison später konnte sich der Mittelfeldspieler im Kader der ersten Mannschaft profilieren und absolvierte insgesamt 121 Spiele für die Blauen in der Regionalliga Süd. Nachdem er mit den Kickers die Klasse halten konnte, versuchte Akçay sein Glück in der Türkei beim Erstligisten Antalyaspor, jedoch folgte nach nur einer Spielzeit ein Wechsel zum eine Klasse tieferen Verein Adanaspor. 2011 kehrte er wieder nach Deutschland zurück und spielte beim Bezirksligisten Tunaspor Echterdingen, ehe er wieder zu seinem Heimatverein zurückkehrte, für den er momentan aktiv ist.